# Machine Perkins
Pour les articles homonymes, voir Perkins.

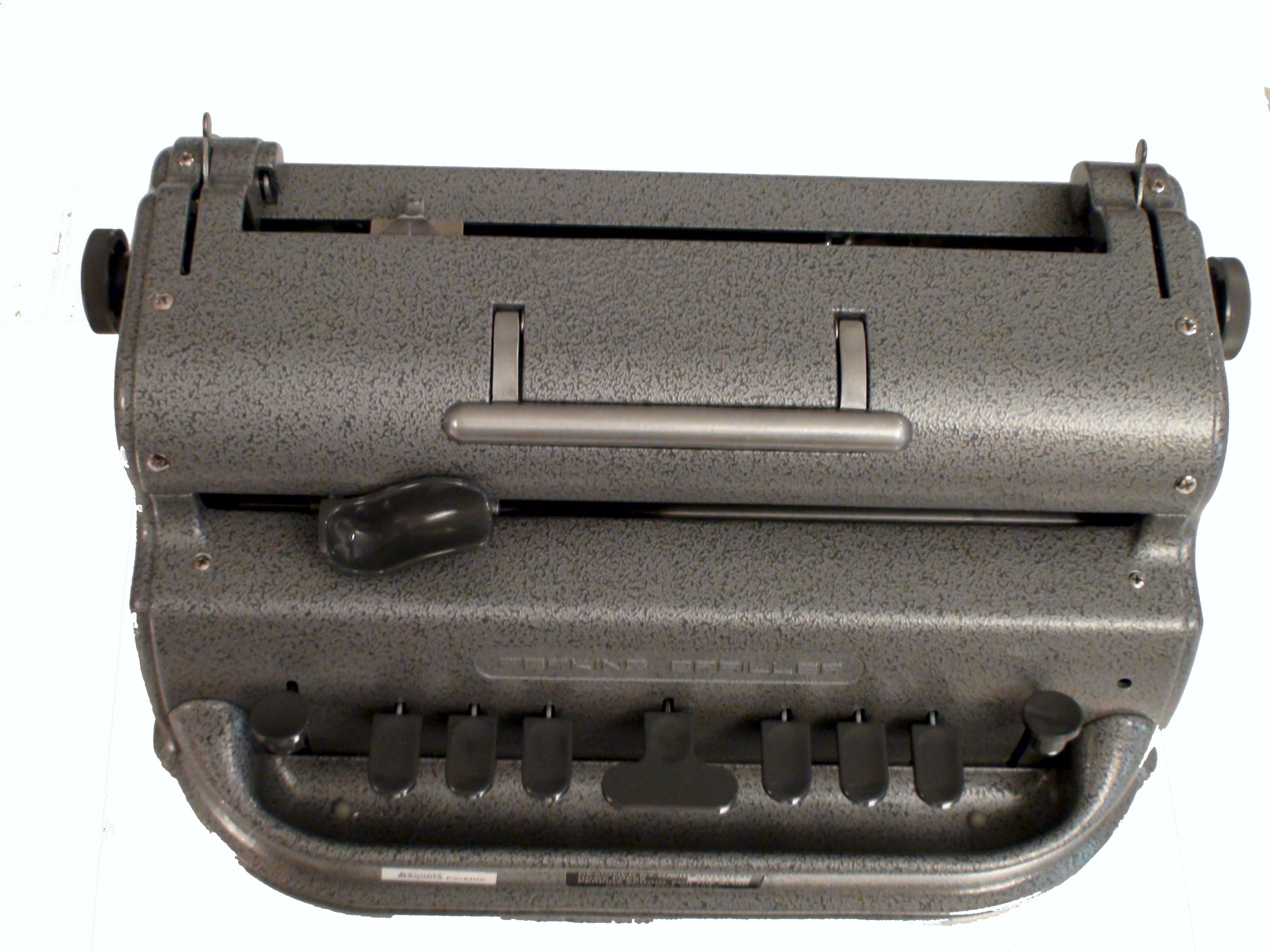
Machine à écrire Perkins.

La machine Perkins est une machine permettant d'écrire du braille sur une feuille de papier spécial, dont l'épaisseur est supérieure à celle du papier normal, ceci afin de faciliter la lecture et de diminuer la dégradation du document par l’utilisation. Elle est munie de six touches correspondant à chacun des six points de la matrice braille, d'une touche d'espacement, de deux commandes annexes permettant le retour arrière et le retour chariot et d'un mécanisme pour faire avancer le papier comme sur une machine à écrire classique. Elle a grandement facilité la production de textes en braille (l'écriture avec un poinçon et une tablette guide doit, en effet, se faire en miroir, chaque caractère étant écrit à l’envers).
La machine fut créée par David Abraham (1896-1978), professeur d'ébénisterie (aidé par Edward Waterhouse, professeur de mathématique) à la École Perkins pour aveugles (en) (Watertown (Massachusetts)) à la demande de son directeur, le docteur Gabriel Farrell, un premier prototype fut créé dès 1939, mais la production dut attendre la fin de la Seconde Guerre mondiale et ne débuta qu'en 1951, quand Edward Waterhouse succéda à Farrell.